# The Adventures of Pluto Nash
The Adventures of Pluto Nash (Las Aventuras de Pluto Nash en Hispanoamérica y Pluto Nash en España) es una película estadounidense de 2002 perteneciente a los géneros de comedia y ciencia ficción, dirigida por Ron Underwood con Eddie Murphy en el papel protagonista. La película es considerada uno de los mayores fracasos en taquilla de todos los tiempos, recaudando solamente 7 millones de dólares sobre un presupuesto de 100 millones de dólares. La película se convirtió en un desastre a nivel económico perdiendo 97,7 millones de euros (sobre la base de la inflación actual).
La película recibió críticas abrumadoramente negativas de cinéfilos y críticos por igual y es notable por ser una de las mayores fracasos en taquilla en la historia del cine y ha aparecido en varias listas de las peores películas jamás hechas. Se considera la peor película de 2002. También se consideró la peor película de Eddie Murphy de todos los tiempos hasta el lanzamiento de Meet Dave en 2008.

## Argumento
Es el año 2087 y Pluto Nash (antiguo contrabandista) es el propietario del grupo narcotraficante más grande en toda la Luna. Sus problemas comenzarán cuando se niega a venderle su club al representante de la mafia lunar. Mafia que intenta hacerse con el mayor número posible de terreno para dominar el satélite.

## Reparto
| Actor                | Personaje                       | Notas |
| -------------------- | ------------------------------- | ----- |
| Eddie Murphy         | Pluto Nash / Rex Crater         |       |
| Randy Quaid          | Bruno                           |       |
| Rosario Dawson       | Dina Lake                       |       |
| Joe Pantoliano       | Mogan                           |       |
| Jay Mohr             | Tony Francis                    |       |
| Luis Guzmán          | Felix Laranga                   |       |
| James Rebhorn        | Belcher                         |       |
| Peter Boyle          | Rowland                         |       |
| Pam Grier            | Flura Nash                      |       |
| John Cleese          | James                           |       |
| Burt Young           | Gino                            |       |
| Miguel A. Núñez, Jr. | Miguel                          |       |
| Illeana Douglas      | Dra. Mona Zimmer                |       |
| Richard Raybourne    | Phil, el barman                 |       |
| Alec Baldwin         | Michael Zoroaster Marucci (MZM) | Cameo |

## Recepción
La película fue un gran fracaso en términos de recepción y crítica, siendo mal recibida por críticos y espectadores por igual. Rotten Tomatoes clasificó a la película en el lugar 79 de la lista de las 100 peores películas de la década de 2000, con una calificación del 4% basada en 87 reseñas. El consenso crítico dice: "Las aventuras de Plutón Nash no es ni aventurero ni divertido, y Eddie Murphy está en piloto automático en esta notoria bomba de taquilla" La mayoría de los críticos destrozaron a la película por su actuación, diálogo, falta de humor y pobres efectos especiales.
Pluto Nash fue nominado para cinco Premios Golden Raspberry Awards en 2003, incluyendo Worst Picture, Worst Actor (Eddie Murphy), Worst Director, Worst Screenplay y Worst Screen Couple (Murphy y él mismo clonado), pero no pudo ganar ninguno. Más tarde fue nominado para la peor comedia de nuestros primeros 25 años en los 25° Golden Raspberry Awards en 2005, pero perdió ante Gigli.
Eddie Murphy se burló de sí mismo en una entrevista con Barbara Walters y dijo: "Conozco a las dos o tres personas a las que les gustó esta película".
Las aventuras de Plutón Nash fue un fracaso en taquilla masiva, con un presupuesto estimado de $100 millones (con costos de comercialización de $20 millones) y la taquilla nacional $ 4,420,080 y $ 2,683,893 en el extranjero. Tuvo un total bruto mundial de $ 7,103,973. En 2014, Los Angeles Times enumeró la película como uno de los fracasos de taquilla más caros de todos los tiempos.
La película funcionó mejor en DVD, con un alquiler bruto de DVD en los Estados Unidos de $ 24,983,000.